# 우정환
우정환(1921년 7월 16일 ~ 1953년)은 대한민국의 전직 축구 선수이다. 현역시절 포지션은 공격수였다.